# Elecciones presidenciales de Georgia de 1991
Elecciones presidenciales se celebraron en Georgia el 26 de mayo de 1991. El resultado fue una victoria para Zviad Gamsajurdia del partido Mesa Redonda-Georgia Libre, que obtuvo el 87,6% de los votos, con una participación del 82,9%.

## Resultados
| Candidato             | Partido                             | Votos     | %    |
| --------------------- | ----------------------------------- | --------- | ---- |
| Zviad Gamsakhurdia    | Mesa Redonda-Georgia Libre          | 2,565,362 | 87.6 |
| Valerian Advadze      | Bloque Concordia, Paz, Renacimiento | 240,243   | 8.2  |
| Jemal Mikeladze       | Partido Comunista de Georgia        | 51,717    | 1.8  |
| Nodar Natadze         | Frente Popular                      | 36,266    | 1.2  |
| Irakli Shengelaia     | Bloque Libertad                     | 26,886    | 0.9  |
| Tamaz Kvachantiradze  | Bloque Georgia Democrática          | 8,533     | 0.3  |
| Votos nulos/en blanco | Votos nulos/en blanco               | 39,918    | -    |
| Total                 | Total                               | 2,968,945 | 100  |
| Fuente: Nohlen et al. |                                     |           |      |